# KylieX2008
KylieX2008 (también conocido como X2008 o X Tour) es la décima gira musical de la cantante pop australiana Kylie Minogue, en apoyo de su álbum, X. Originalmente se planteó como una gira europea. Sin embargo había rumores que con el tiempo abarcaría otras zonas del mundo. William Baker, gran colaborador en toda la trayectoria de Minogue, se encargó en el trabajo creativo de dirección y producción. Es conocida como la gira más grande en la carrera de la cantante.
La gira inició en París, el 6 de mayo de 2008, y luego recorrió toda Europa, para visitar por primera vez Grecia, Hungría, Rumania, Bulgaria, Luxemburgo, Rusia, Letonia y España. Al concluir la parte europea, Minogue anunció que su tour continuaría por América del Sur, Asia y Oceanía. El siguiente año, en 2009, la gira extendió su fecha a festivales y eventos, terminando definitivamente en agosto de ese año.
La gira fue oficialmente patrocinada por Nokia en Europa, por Movistar en Latinoamérica, Vivo en Brasil y por Personal en Argentina.
El show fue grabado para ser transmitido parcialmente días después en televisión, por el canal británico 4Music, el día 2 de agosto en el O2 Arena, en Londres. Ese día también se grabó para ser lanzado en DVD, en edición limitada, el 1 de diciembre de 2008. En principio el DVD estaba disponible sólo en Reino Unido y Asia.
Con el anuncio de la gira For You, for Me, el sitio oficial de Minogue declaró que la gira recaudó US$70 million en entradas en 2008.

## Sobre la gira
Después de meses de especulación, se anunció a través de la web oficial de Kylie Minogue que el "KylieX2008" comenzaría en París, pasando por todo mundo. 
A modo de introducción a la gira, Minogue dijo a finales de 2007:

Estoy preparando un espectáculo que va a ser una nueva y excitante experiencia para la audiencia y para mí misma. La ecléctica mezcla de sonidos de X me da la oportunidad de explorar y desarrollar un nuevo show en vivo que será fresco, estimulante e innovador. Después de dos giras de celebración (Showgirl Greatest HIts y Showgirl Homecoming), X2008 será una mirada al futuro, pero incluyendo definitivamente los viejos temas favoritos junto con los nuevos. No puedo esperar para compartir con ustedes el próximo año.

Durante los ensayos, a comienzos de 2008, Minogue lanzó varios videos de backstage en su sitio web. Al mismo tiempo, lanzó el álbum "X" en los Estados Unidos y filmó dos videos musicales para el tercer sencillo, "All I See" (incluyendo una versión acústica). 
Como la gira comenzó con grandes ventas, y entradas agotadas en varios sitios en toda Europa y el Reino Unido, se pensó que Minogue agregaría nuevas fechas y expandiría el área geográfica que cubriría además de su Australia natal, aunque en un programa de TV había dicho: "Yo sólo quiero tener en mi cabeza lo que será la gira en este momento, y si luego puedo hacer más, me encantaría volver [a Australia] ". 
Minogue visita con el KylieX2008 una amplia gama de países, incluidos Reino Unido, Australia, Austria, Bélgica, Holanda, Dinamarca, Francia, Alemania, Suecia, Suiza, Singapur, Tailandia y Hong Kong donde la cantante ya había sido presentada anteriormente.Este fue en realidad la primera vuelta al mundo de Kylie porque la cantante visitó por primera vez con sus espectáculos de los siguientes países: Hungría, República Checa, Finlandia, Rusia, Rumania, Bulgaria, Grecia, Turquía, Luxemburgo, Letonia, España, Colombia, Perú, Brasil, Argentina, Chile, Venezuela, China, Taiwán, Emiratos Árabes Unidos, Nueva Zelanda, Marruecos, Polonia y Portugal.

## Desarrollo

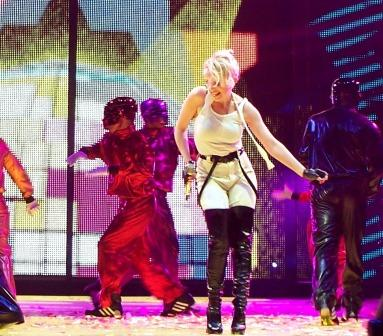
Kylie Minogue interpretando «Step Back in Time» en Colonia, Alemania. En esta canción, Minogue se sacó el terno de cochero, y empezó a «vestir» un estilo de los ochenta.

El escenario uso quince camiones proporcionado por Dave Chumley de Primary Talent International para llevar 50 toneladas de equipos en su transporte internacional, según Sean Fitzpatrick, encargado de la gira. A pesar de que algunas rutas entre países eran muy cortas, se necesitaba gran anticipación y organización para su mantenimiento. Junto a Fitzpatrick, estaba Kevin Hopgood, que tomó el trabajo de encargado de producción de Steve Martín desde 2005, en los tiempos de las giras de Showgirl.
Cada hora de los veintidós días de producción y ensayo fueron usados para el desarrollo de KylieX2008. La mayoría de los ensayos se realizó en los estudios LiteStructures.
El escenario de la gira se pensó ser más grande, pero ellos habían diseñado uno más adecuado para lugares pequeños. Total Solutions Group no sólo se encargó en el diseño del escenario como debería ser, también proporcionaron accesorio y otros funcionamientos más. El trabajo principal consistía en un escenario de 15.5 x 14.6 metros de profundidad, paneles de proyección de led, dos cubiertas laterales de 5 x 4.6 metros para la banda de fondo y dos decorados de escalones de acceso de 2.5m de ancho. También se incluyó pequeños sistemas de ascensor que elevaban ciertos objetos como la pirámide en Naughty Manga Girl. Se diseñó tres corredores bajo el escenario para proporcionar accesorios en cada performance de Minogue y los bailarines. Los ascensores tiene la misma cubierta led que el resto del escenario. Estos fueron creados usando marcos de aluminio prefabricado con 14 Barco MIStrips atornillados a esto en 60 milímetros. Sobre la superficie de esto está una superficie de policarbonato con un piso especial que impide resbaladas, que también actúa como un difusor para la unidad de MIStrips.
La escena club de «Copacabana» parece un bar plegable lleno de cosas y muebles, que incluye dos líneas de neón de led alimentados con baterías. Igualmente, el equipo se encargó en el diseño de la pirámide, los parlantes de alta definición, maniquís y palmeras. Sin embargo, uno de los diseños mejores hechos es el cráneo brillante y plateado aparecidos en «Like a Drug». Este fue cubierto con piezas de espejos para darle ese efecto.
El trabajo de vídeo para los enormes paneles que ocupaban el fondo del escenario estaba en los lienzos de William Baker desde el comienzo. XL Video UK y Blink TV se encargaron de su producción, encargados por Baker para producir todo el contenido.

## Sobre el show

### Detalles
Al igual que ocurre con el álbum X, la gira incluye ritmos y arreglos musicales alusivos al estilo de la Nueva Ola de los años 80. El espectáculo se divide en siete actos, con la adición de un interludio y Encore.
El escenario consta de tres partes. A la izquierda y la derecha, dos escenarios de tamaño mediano para la banda y cantantes del coro; estos tienen en sus bordes frontales y laterales pantallas capaces de producir imágenes coordinadas con lo que ocurre en el escenario central. El escenario principal fue minimalista pero de gran tamaño (algunos estiman que mide 30 x 30 metros en su versión completa), con el piso entero capaz de producir imágenes de video de gran definición, sincronizados con las de los escenarios pequeños y con las enormes cortinas de fondo que abarca todo el complejo, las cuales también son capaces de presentar imágenes de video digital de alta definición a lo largo de todo el show. No se trata de videos proyectados sobre ellas, las mismas cortinas-pantallas generan tales imágenes y a la vez se mueven como telones para que Kylie y sus bailarines entren y salgan del escenario en cada acto. La plataforma principal incorpora a la mitad un gran elevador rectangular que se usa para subir y bajar del escenario a los bailarines y la escenografía del show. Algunos de esos elementos se omitieron en unos cuantos shows por razones técnicas y de espacio.
Conforme se desarrolla el concierto, de dos horas, se presentan diferentes actos que recrean ambientes muy diversos con la ayuda de las pantallas y el impresionante juego de luces, junto con los llamativos cambios de atuendo de Minogue y sus bailarines, y algunos elementos de escenografía, como una gran aro flotante con radiales luminosos, una calavera brillante suspendida que se mueve en el escenario, un vistoso bar y palmeras emulando el "Copacabana" (el club nocturno al que se refiere una de las canciones del show), y mucho más.
Kylie lo describe como «un show dentro de otro show», aludiendo a que cada acto es marcadamente diferente uno de otro. Ella comenta que se inspiró en Queen y Freddie Mercury, y agregó: «Estoy dejando salir mi Freddy Mercury interior. Es difícil explicarlo, pero algunas partes del show me recuerdan a él. Cuando canto "Your Disco Needs You" es en verdad un momento Freddie.»

### Sinopsis del concierto

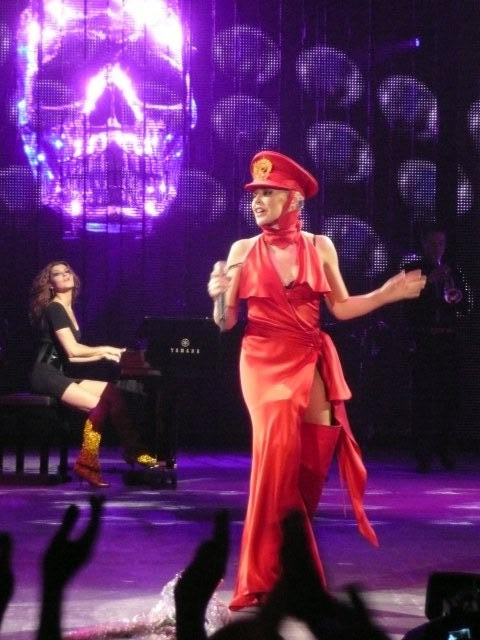
Minogue durante el acto Xposed, interpretando «2 Hearts».

El concierto fue dividido en 7 actos y un encore: Xlectro Static, Cheer Squad, Beack Party, Xposed, Naughty Manga Girl, Starry Nights, Black versus White, y el encore. El primer acto, Xlectro Static, abre el espectáculo con un vídeo futurista que muestra el contorno del rostro polarizado de Minogue en colores de neón. El enorme vídeo se desliza por los lados, para luego mostrar a Minogue parada en un aro gigante, y vestido en un traje de «mujer araña» (el vestido, sin embargo, fue cambiado cuando la gira alcanzó América del Sur). En espectáculo técnicamente limitados, los gigantes parlantes estereofónicos (y otros accesorios) se mueven rápidamente para revelar a Kylie. Ella interpreta su éxito mundial «Can't Get You Out of My Head», así como «In Your Eyes» y una canción no lanzada titulada «Ruffle My Feathers».

Kylie Minogue interpretando Can't Get You Out Of My Head en el acto Xlectro Static del KylieX2008

El segundo acto, Cheer Squad, se abre con un homenaje al éxito «Mickey» de Toni Basil, con Kylie y sus bailarines apareciendo como porristas norteamericanos. Tematizado como una concentración de barras de secundaria, Minogue interpreta «Heart Beat Rock», «Wow» y «Shocked», el último reducido a una intervención de baile en algunas fechas. Kylie citó que este acto, personalmente, como su favorito en el cancionero.

Kylie Minogue interpretando Wow en el acto Cheer Squad del KylieX2008

El tercer acto, Beach Party, comienza con «Loveboat» y viene con un cover de «Copacabana» de Barry Manilow. En las aperturas nocturnas, «That's Why They Write Love Song», un tributo a los muchos show románticos de los años 1940s y 1950s, fue también interpretado, teniendo que ser dejada desde ese entonces. Kylie cerró el acto con una escena disco con «Spinning Around».

Kylie Minogue interpretando Loveboat en el acto Beach Party del KylieX2008

Para el cuarto acto, Xposed, Minogue está vestida como una "botones erótica". Ella aparece en un enorme cráneo suspendido por encima del escenario interpretando «Like A Drug». El cráneo desciende al escenario y Kylie inicia «Slow», con elementos de «Free» (de Intimate and Live), y «2 Hearts». El cráneo recibió una reacción muy positivas de los fanes, siendo "reemplazado", en ese entonces por una reproducción CG en pantalla durante algunos conciertos que no podía incluirlo debido a limitaciones de escenario (este proyección adicional, sin embargo, no fue presentado antes de la manga sudamericana).
El quinto acto influenciado por la cultura asiática, Naughty Manga Girl, Minogue emerge en el escenario en una pirámide, que al abrirse revela a Kylie en un traje inspirado en el manga japonés, interpretando «Come Into My World», «Nu-di-ty» y «Sensitized». Este segmento, que abre con un video de su sencillo «Sometime Samurai», fue completamente cortado para conciertos técnicamente limitados.

Kylie Minogue Interpretando Nu-Di-Ty en el acto Naughty Manga Girl del KylieX2008

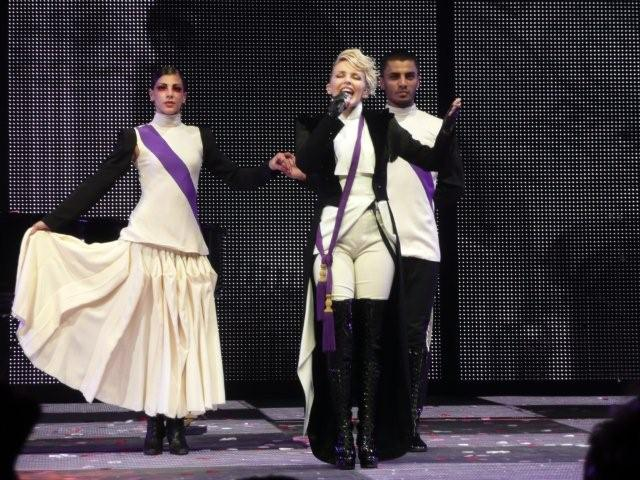
Minogue como un cochero del, en el acto Black vs. White.

El show se queda en penumbra mientras progresa en el sexto acto, Starry Nights, en donde Minogue aparece en un vestido de satén azul. Inicia el acto cantando un power ballad «Flower» junto a una versión balada de «I Believe in You». Ella fue descrita como un tren azul por los periódicos. El acto termina con «Cosmic» en las fechas iniciales, pero se más tarde se eliminó del repertorio.
En el séptimo acto, Black Versus White, Minogue aparece como un cochero del siglo XIX, interpretando «On a Night Like This», «Your Disco Needs You», «Kids», «Step Back in Time» y «In My Arms» El acto comienza con un tema en blanco y negro y progresa hasta obtener color. «Love at First Sight» fue interpretado durante este acto en fechas iniciales, siendo más tarde colocado en la sección Encore.
Minogue vuelve a aparecer en el escenario en un traje de noche a lo Cher, interpretando «No More Rain». Muchas canciones fueron añadidas y cambiadas durante este acto, incluyendo «The One», «Love at First Sight», «I Should Be So Lucky» y una versión acústica de «All I See». Para los primeros dos performances en Suramérica, Minogue interpretó «Somewhere», una canción desde el musical ampliamente aclamado West Side Story, y en «Better the Devil You Know» vistió una vestido de plumas verdes, antes del encore regular. Más tarde, la nueva vestimenta fue dejada y «Better the Devil You Know» fue puesto en el encore.

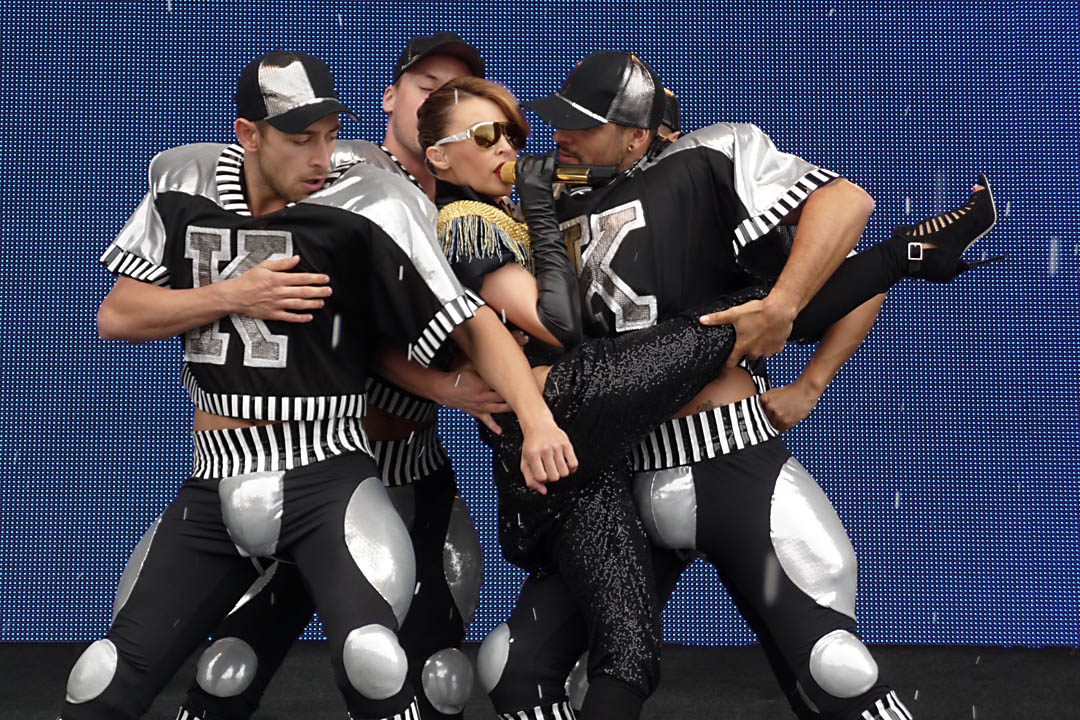
Minogue interpretando «Heart Beat Rock» con una vestimenta diferente, en Ischgl, Austria.

Durante la ampliación de la gira en 2009, pasando nuevamente por Europa, y por primera vez, en África, KylieX2009 tuvo algunos cambios en el color de su vestimenta. Algunas vestimentas, principalmente, en los actos Xlectro Static y Cheer Squad, se cambiaron a predominantes colores negros.

## Crítica
La visita recibió excelentes críticas de muchos personas en todo el Reino Unido y Europa. Muchos críticos pensaban que esta no se podía comparar a sus anteriores giras. El recorrido en general se vio en toda Europa y ha sido visto como un gran éxito. Debido a la gran demanda del público, varias fechas adicionales se añadieron lentamente desde el anuncio de la gira. Las entradas para la repertorio original se vendieron en un instante en el Reino Unido y se agotaron en tan sólo treinta minutos, y Minogue fue a vender entradas por más de veinticinco espectáculos en Inglaterra, Escocia, e Irlanda del Norte. Los seis espectáculos en el Mánchester Evening News Arena Minogue hizo la mayoría de todos los como la artista del momento. El Reino Unido etapa de la gira recaudó más de USD 26.000.000 (est. GBP 14.000.000), con Minogue para la realización de algo menos de 300.000 espectadores.

## Emisiones y grabaciones
Artículo completo: Kylie Live: X2008
KylieX2008 se emitió en 4 Music a finales de agosto de 2008. El concierto fue uno de los primeros emitidos en la estación de año. En octubre de 2008, se reveló que FremantleMedia lanzaría un DVD titulado "Kylie Live: X2008". El disco cuenta con el concierto a lo largo de toda su estancia por el mundo, con una galería de fotos y los videos proyectados. Fue lanzado en Europa y Australia el 1 de diciembre de 2008.

## Repertorio

### Espectáculo principal
Act 1: Xlectro Static
1. "Speakerphone"
2. "Boombox / Can't Get You Out Of My Head"
3. "Ruffle My Feathers"
4. "In Your Eyes"

Act 2: Cheer Squad
1. "Heart Beat Rock"
2. "Wow"
3. "Shocked"

Act 3: Beach Party
1. "Loveboat"
2. "Copacabana"
3. "Spinning Around"

Act 4: Xposed
1. "Like A Drug"
2. "Slow"
3. "2 Hearts"

Act 5: Naughty Manga Girl
1. "Sometime Samurai"
2. "Come Into My World"
3. "Nu-di-ty"
4. "Sensitized"

Act 6: Starry Nights
1. "Flower"
2. "I Believe in You"

Act 7: Black Versus White
1. "On a Night Like This"
2. "Your Disco Needs You"
3. "Kids"
4. "Step Back In Time"
5. "In My Arms"

Encore
1. "No More Rain"
2. "The One"
3. "Love At First Sight"
4. "I Should Be So Lucky"

### Estadísticas
- Temas de X (12)
- Temas de Body Language (1)
- Temas de Fever (4)
- Temas de Light Years (5)
- Temas de Impossible Princess (0)
- Temas de Kylie Minogue (0)
- Temas de Let's Get To It (0)
- Temas de Rhythm Of Love (3)
- Temas de Enjoy Yourself (0)
- Temas de Kylie (1)

- Temas no pertenecientes a algún álbum de estudio: (5)
- Canciones tocadas en la gira anterior Showgirl: Homecoming Tour: 11

- Regresos: "Step Back in Time, Loveboat" ausente desde el On A Night Like This Tour en 2001 (7 años).
- Canción más reciente no perteneciente al álbum soporte de la gira: "I Believe In You"
- Canción debut no perteneciente al álbum soporte de la gira:
- Todos los sencillos interpretados de un álbum, no perteneciente al de soporte de la gira: "Fever".

## Fechas del Tour
| Fecha                   | Ciudad             | País                   | Lugar                               |
| ----------------------- | ------------------ | ---------------------- | ----------------------------------- |
| KylieX2008              |                    |                        |                                     |
| Europa                  |                    |                        |                                     |
| 6 de mayo de 2008       | París              | Francia                | Palais omnisports de Paris-Bercy    |
| 7 de mayo de 2008       | Amberes            | Bélgica                | Sportpaleis                         |
| 9 de mayo de 2008       | Stuttgart          | Alemania               | Schleyerhalle                       |
| 10 de mayo de 2008      | Fráncfort del Meno | Alemania               | Festhalle                           |
| 12 de mayo de 2008      | Praga              | República Checa        | Sazka Arena                         |
| 14 de mayo de 2008      | Viena              | Austria                | Wiener Stadthalle                   |
| 15 de mayo de 2008      | Budapest           | Hungría                | Budapest Sports Arena               |
| 17 de mayo de 2008      | Bucarest           | Rumania                | Cotroceni Stadium                   |
| 18 de mayo de 2008      | Sofía              | Bulgaria               | Lokomotiv Stadium                   |
| 20 de mayo de 2008      | Estambul           | Turquía                | Kuruçeşme Arena                     |
| 22 de mayo de 2008      | Atenas             | Grecia                 | Terra Vibe Park                     |
| 25 de mayo de 2008      | Zúrich             | Suiza                  | Hallenstadion                       |
| 27 de mayo de 2008      | Colonia            | Alemania               | Kölnarena                           |
| 29 de mayo de 2008      | Múnich             | Alemania               | Olympiahalle                        |
| 30 de mayo de 2008      | Ginebra            | Suiza                  | SEG Geneva Arena                    |
| 1 de junio de 2008      | Lyon               | Francia                | Halle Tony Garnier                  |
| 3 de junio de 2008      | Madrid             | España                 | Palacio De Los Deportes             |
| 5 de junio de 2008      | Esch-sur-Alzette   | Luxemburgo             | Rockhal                             |
| 7 de junio de 2008      | Hamburgo           | Alemania               | Color Line Arena                    |
| 8 de junio de 2008      | Copenhague         | Dinamarca              | Forum Copenhagen                    |
| 10 de junio de 2008     | Oslo               | Noruega                | Oslo Spektrum                       |
| 11 de junio de 2008     | Estocolmo          | Suecia                 | Stockholm Globe Arena               |
| 13 de junio de 2008     | Helsinki           | Finlandia              | Hartwall Arena                      |
| 16 de junio de 2008     | Moscú              | Rusia                  | Olympic Stadium                     |
| 18 de junio de 2008     | San Petersburgo    | Rusia                  | Ice Palace                          |
| 20 de junio de 2008     | Riga               | Letonia                | Arena Riga                          |
| 22 de junio de 2008     | Berlín             | Alemania               | Velodrom                            |
| 23 de junio de 2008     | Róterdam           | Países Bajos           | The Ahoy                            |
| 26 de junio de 2008     | Belfast            | Irlanda                | Odyssey Arena                       |
| 27 de junio de 2008     | Belfast            | Irlanda                | Odyssey Arena                       |
| 29 de junio de 2008     | Belfast            | Irlanda                | Odyssey Arena                       |
| 30 de junio de 2008     | Belfast            | Irlanda                | Odyssey Arena                       |
| 5 de julio de 2008      | Glasgow            | Reino Unido            | S.E.C.C.                            |
| 6 de julio de 2008      | Glasgow            | Reino Unido            | S.E.C.C.                            |
| 8 de julio de 2008      | Glasgow            | Reino Unido            | S.E.C.C.                            |
| 9 de julio de 2008      | Glasgow            | Reino Unido            | S.E.C.C.                            |
| 11 de julio de 2008     | Mánchester         | Reino Unido            | Manchester Evening News Arena       |
| 12 de julio de 2008     | Mánchester         | Reino Unido            | Manchester Evening News Arena       |
| 14 de julio de 2008     | Mánchester         | Reino Unido            | Manchester Evening News Arena       |
| 15 de julio de 2008     | Mánchester         | Reino Unido            | Manchester Evening News Arena       |
| 17 de julio de 2008     | Mánchester         | Reino Unido            | Manchester Evening News Arena       |
| 18 de julio de 2008     | Mánchester         | Reino Unido            | Manchester Evening News Arena       |
| 20 de julio de 2008     | Newcastle          | Reino Unido            | Metro Radio Arena                   |
| 21 de julio de 2008     | Newcastle          | Reino Unido            | Metro Radio Arena                   |
| 23 de julio de 2008     | Newcastle          | Reino Unido            | Metro Radio Arena                   |
| 24 de julio de 2008     | Newcastle          | Reino Unido            | Metro Radio Arena                   |
| 26 de julio de 2008     | Londres            | Reino Unido            | The O2                              |
| 27 de julio de 2008     | Londres            | Reino Unido            | The O2                              |
| 29 de julio de 2008     | Londres            | Reino Unido            | The O2                              |
| 30 de julio de 2008     | Londres            | Reino Unido            | The O2                              |
| 1 de agosto de 2008     | Londres            | Reino Unido            | The O2                              |
| 2 de agosto de 2008     | Londres            | Reino Unido            | The O2                              |
| 4 de agosto de 2008     | Londres            | Reino Unido            | The O2                              |
| Sudamérica              |                    |                        |                                     |
| 1 de noviembre de 2008  | Bogotá             | Colombia               | Parque Jaime Duque                  |
| 4 de noviembre de 2008  | Caracas            | Venezuela              | Poliedro de Caracas                 |
| 6 de noviembre de 2008  | Lima               | Perú                   | Explanada Del Monumental            |
| 8 de noviembre de 2008  | São Paulo          | Brasil                 | Credicard Hall                      |
| 13 de noviembre de 2008 | Santiago de Chile  | Chile                  | Pista Atlética del Estadio Nacional |
| 15 de noviembre de 2008 | Buenos Aires       | Argentina              | GEBA Sede Jorge Newbery             |
| Asia                    |                    |                        |                                     |
| 21 de noviembre de 2008 | Dubái              | Emiratos Árabes Unidos | Festival City                       |
| 23 de noviembre de 2008 | Bangkok            | Tailandia              | Impact Arena                        |
| 25 de noviembre de 2008 | Ciudad de Singapur | Singapur               | Singapore Indoor Stadium            |
| 27 de noviembre de 2008 | Hong Kong          | China                  | AsiaWorld-Arena                     |
| 29 de noviembre de 2008 | Shanghái           | China                  | Hongkou Stadium                     |
| 1 de diciembre de 2008  | Pekín              | China                  | Beijing Workers' Gymnasium          |
| 4 de diciembre de 2008  | Taipéi             | Taiwán                 | Taipei Soccer Stadium               |
| Oceanía                 |                    |                        |                                     |
| 8 de diciembre de 2008  | Auckland           | Nueva Zelanda          | Vector Arena                        |
| 9 de diciembre de 2008  | Auckland           | Nueva Zelanda          | Vector Arena                        |
| 14 de diciembre de 2008 | Sídney             | Australia              | Acer Arena                          |
| 16 de diciembre de 2008 | Sídney             | Australia              | Acer Arena                          |
| 17 de diciembre de 2008 | Sídney             | Australia              | Acer Arena                          |
| 19 de diciembre de 2008 | Melbourne          | Australia              | Rod Laver Arena                     |
| 20 de diciembre de 2008 | Melbourne          | Australia              | Rod Laver Arena                     |
| 22 de diciembre de 2008 | Melbourne          | Australia              | Rod Laver Arena                     |
| Europa                  |                    |                        |                                     |
| 2 de mayo de 2009       | Ischgl             | Austria                | Silvrettaseilbahn AG - Ischgl       |
| Africa                  |                    |                        |                                     |
| 15 de mayo de 2009      | Rabat              | Marruecos              | OLM Souissi                         |
| Europa                  |                    |                        |                                     |
| 4 de junio de 2009      | Gdansk             | Polonia                | Gdańsk Shipyard                     |
| 2 de julio de 2009      | Madrid             | España                 | Plaza de Toros de Las Ventas        |
| 4 de julio de 2009      | Lisboa             | Portugal               | Pavilhão Atlântico                  |
| 6 de agosto de 2009     | Skanderborg        | Dinamarca              | Smukkeste Festival Grounds          |

- La actuación de Minogue en O2 clasificó # 22 en Billboard "Top 25 Boxscores" de 2008.

- Sólo en dos 2 conciertos de Minogue 3 de ellos en Melbourne ha puesto en lanzamiento una cantidad extra de material adicional.

## Personal
- Director Creativo: William Baker
- Productor Musical: Steve Anderson
- Director musical: Sarah DeCourcy
- Tour Manager: Sean Fitzpatrick
- Gerente de producción: Kevin Hopgood
- Audio: Chris Pyne y Rod Matheson
- Producción de Imágenes de pantalla: Blink TV
- Director de iluminación: Nick Whitehouse y Bryan Leitch
- Tour Director del vídeo: Raury Macphie
- Coreógrafo: Michael Rooney
- Diseño de Vestuario: Jean Paul Gaultier, Emma Roach, Steve Stewart, Gareth Pugh
- PA para Kylie Minogue: Leanne Buckham
- Control Financiero: Michele Tankel
- Lista de invitados y patrocinio: Lynn Curtis
- Coordinador de Producción: Juliette Baldrey
- Jefe de Seguridad: James Gentles
- Tour DJ: Jason Buckham

### Banda
- Teclados: Sarah DeCourcy
- Batería: Matt Racher
- Bajo: Jenni Tarma
- Guitarra: Adrian Eccleston
- Latón: Barnaby Dickinson, Graeme Blevins y Graeme Flowers
- Coros: Dawn Joseph y Roxanne Wilde
- Bailarines: Jason Beitel, Hakim Ghorab, Jessica DiDirolamo, Jamie Karitzis, Welly Locoh-Donou, Jerry Reeve, Tatiana Seguin, Marco DaSilva, Nikki y Trow Anoulka Yaminchew
- Acróbatas: Terry Kvasnik, Bosc Nicolás, Vicente y Johan DePlanche Guy

### Equipo Técnico
- Gerente Técnico: Phil Murphy
- Director de escena: Toby Planta
- Showcaller: Jakki Julnes
- FOH Sonido: Chris Pyne
- Monitores: Rodney Matheson
- Jefe de Equipo de audio: Al Woods
- Técnicos de audio: Phil Abajo, George Hogan, Becky Pell, Matt Harman-truco
- Backline: Adam Birch, Lindsay Marcus, Nick Sizer
- Iluminación: Andrew Porter, John Sellors, Jim Mills, Hayden Cuerpo, Víctor Anderseen, Craig Lewis, Barry Bamford, Steve Belfield
- Riggers: Dave Rowe, Dave Brierley, Omar Franchi, Vinnie Rivenell, Steve Walsh
- Motion Control: Ian Macdonald, Simon Espere, Chris Hansbury, John Richardson
- Carpintería: Toby Pitts, Andy Pearson, Drew Martyn, Djem Nicholson, Pete Coryndon
- Vestuario: Lisa Williams, Naja Banz, Becky Belfield, Louise Martin
- Maquillaje y cabello: Madge Foster, Gemma Flaherty
- Vídeo: Stuart Heaney, Andy Tonks, Patrick Vansteelant, Peter Laleman Cámaras: Holwill Graham, Mark Cruickshank, Darren Montague, Gary Beirne, Lucas Levitt